# 坎康普瓦
坎康普瓦（法語：Quincampoix，法語發音：[kɛ̃kɑ̃pwa]）是法国滨海塞纳省的一个市镇，属于鲁昂区。

## 地理
坎康普瓦（49°31'28"N, 1°11'4"E）面积20.34 平方千米，位于法国诺曼底大区滨海塞纳省，该省份为法国北部沿海省份，其西部及北部濒大西洋英吉利海峡，东起顺时针与索姆省、瓦兹省、厄尔省和卡爾瓦多斯省接壤。
与坎康普瓦接壤的市镇（或旧市镇、城区）包括：方丹苏普雷欧、乌普维尔、伊斯诺维尔、莫尔尼拉波姆赖、普雷欧、圣安德烈叙卡伊、圣乔治叙方丹、拉维约吕。

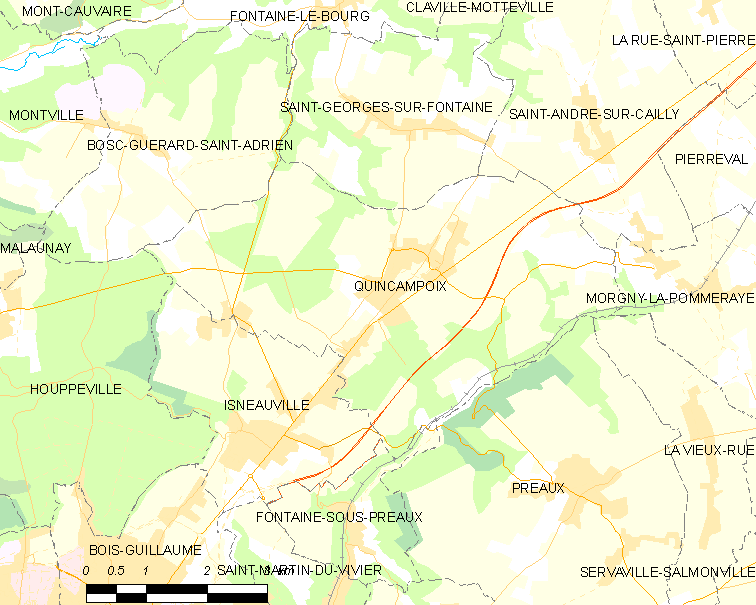
坎康普瓦的OSM定位图

坎康普瓦的时区为UTC+01:00、UTC+02:00（夏令时）。

## 行政
坎康普瓦的邮政编码为76230，INSEE市镇编码为76517。

## 政治
坎康普瓦所属的省级选区为布瓦纪尧姆县。

## 人口

1962-2008年间坎康普瓦人口变化图示

坎康普瓦于2022年1月1日时的人口数量为3118人。